# ローベルト・フェルステマン
ローベルト・フェルステマン（Robert Förstemann、1986年3月5日 - ）は、ドイツ、グライツ出身の自転車競技（トラックレース）選手。

## 来歴
2003年
- ドイツ選手権・ジュニア部門 チームスプリント 優勝

2004年
- ジュニア世界選手権自転車競技大会
  - チームスプリント 優勝（+ マキシミリアン・レヴィ、ベンヤーミン・ヴィットマン）

2007年
- トラックレース世界選手権
  - チームスプリント 3位

2008年
- ドイツ選手権
  - スプリント 優勝
  - 1kmTT 優勝
- UCIトラックワールドカップ2007-2008
  - カリ - チームスプリント 優勝

2009年
- トラックレース世界選手権
  - チームスプリント 3位
- ドイツ選手権
  - チームスプリント 優勝

2010年
- トラックレース世界選手権
  -  チームスプリントでは、マキシミリアン・レヴィ、シュテファン・ニムケとともに出場。同種目5連覇を目指すフランスを破る優勝に貢献。
- ヨーロッパ自転車競技選手権大会（以下、欧州選手権）
  - チームスプリント 優勝（+ マキシミリアン・レヴィ、シュテファン・ニムケ）

2011年
- ドイツ選手権
  - チームスプリント 優勝
- 欧州選手権
  - チームスプリント 優勝（+ レネ・エンダース、シュテファン・ニムケ）
- UCIトラックワールドカップ2011-2012
  - アスタナ - チームスプリント 優勝

2012年
- UCIトラックワールドカップ2011-2012
  - ロンドン - チームスプリント 優勝
- ロンドンオリンピック
  -  チームスプリント 3位
  - スプリント 7位
- UCIトラックワールドカップ2012-2013
  - グラスゴー - チームスプリント 優勝

2014年
- 世界選手権・チームスプリント 2位